# Stoke Gifford
Stoke Gifford est une paroisse civile et un village du Gloucestershire, en Angleterre.